# Respenda de la Peña
Respenda de la Peña es una localidad, una pedanía y también un municipio de la comarca de la Montaña Palentina en la provincia de Palencia, comunidad autónoma de Castilla y León (España). Tiene 65,7 km² de extensión y 40 
habitantes (2009).

## Geografía
Se encuentra ubicada en una comarca de inviernos rigurosos y fríos, con la sierra del Brezo como fondo y cercano a la Montaña Palentina. La zona se sitúa en un espacio cercano a la sierra de la Peña y en un valle regado por el río Valdavia. Se caracteriza por la presencia de páramos de rañas y zonas alomadas en algunos casos cubiertos por roble (rebollo), y pino silvestre repoblado, aunque buena parte del terreno está afectado por pérdida de cubierta vegetal y acidificación del terreno. Existe una variada fauna de jabalíes, corzos, rapaces y todavía queda alguna trucha libre para pescadores avezados. Cerca de Fontecha se encuentran unas pequeñas lagunas de carácter endorreico.

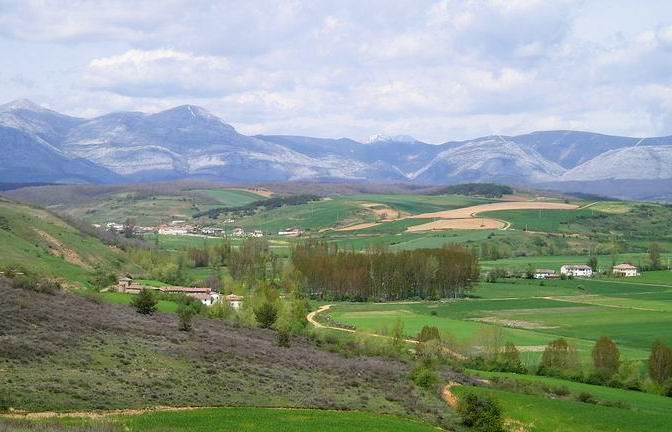
Vega de Riacos y Respenda de la Peña.

Respenda de la Peña es la cabecera administrativa del municipio, el cual está además compuesto por las siguientes pedanías:
- Baños de la Peña
- Barajores
- Fontecha
- Respenda de la Peña
- Riosmenudos de la Peña
- Santana
- Vega de Riacos

## Historia
A la caída del Antiguo Régimen la localidad, se constituye en municipio constitucional que en el censo de 1842 contaba con 29 hogares y 151 vecinos, para posteriormente anexionarse los siguientes municipios:
- Santibáñez de la Peña
- Aviñante de la Peña
- Baños de la Peña
- Barajores
- Cornón de la Peña
- Cuerno
- Fontecha
- Las Heras de la Peña
- Muñeca (Guardo)
- Pino de Viduerna
- Riosmenudos de la Peña
- Tarilonte de la Peña
- Vega de Riacos
- Velilla de Tarilonte
- Viduerna de la Peña
- Villafría de la Peña
- Villanueva del Río Pisuerga
- Villaoliva de la Peña
- Villaverde de la Peña

Con estas incorporaciones el municipio pasa a contar con 748 hogares y 3179 habitantes.
En el año 1934 se independiza Santibáñez de la Peña, con las siguientes localidades :
- Aviñante de la Peña
- Cornón de la Peña
- Las Heras de la Peña
- Pino de Viduerna
- Tarilonte de la Peña
- Velilla de Tarilonte
- Viduerna de la Peña
- Villafría de la Peña
- Villanueva de Arriba
- Villaoliva de la Peña
- Villaverde de la Peña

La desmembración supone pasar de 1104 hogares y 4694 habitantes a los 246 hogares y 1199 habitantes.

## Demografía
Cuenta con una población de 141 habitantes (INE 2024).
| Gráfica de evolución demográfica de Respenda de la Peña entre 1842 y 2021 |
| |
| Población de derecho según los censos de población del INE Población de hecho según los censos de población del INEEntre el censo de 1857 y el anterior, crece el término del municipio porque incorpora a 34171 (Santibáñez de la Peña), 345006 (Aviñante de la Peña), 345007 (Baños de la Peña), 345008 (Barajones), 345033 (Cornón de la Peña), 345037 (Cuerno), 345040 (Fontecha), 345044 (Heras de la Peña, Las), 345063 (Muñeca), 345070 (Pino de Viduerna), 345097 (Riosmenudos de la Peña), 345122 (Tarilonte de la Peña), 345133 (Vega de Riacos), 345134 (Velilla de Tarilonte), 345139 (Viduerna de la Peña), 345141 (Villabeto de la Peña), 345145 (Villafría de la Peña), 345162 (Villaoliva de la Peña) y 345171 (Villaverde de la Peña) y 345157 (Villanueva de Arriba (o de Muñeca) Entre el censo de 1940 y el anterior, disminuye el término del municipio porque independiza a 34171 (Santibáñez de la Peña) |

Es una zona con una elevada proporción de población por encima de los 65 años. De hecho es casi inexistente la presencia de niños o jóvenes por debajo de los 30 años, a excepción de la época veraniega.
Mucha población tiene más de 80 y 90 años, sus principales problemas son relativos al riego de sus huertas y huertos debido al derroche que se ha realizado tradicionalmente del agua[cita requerida], mermado en los últimos años como consecuencia de un regadío excesivo y la falta de lluvias.
- Evolución demográfica del municipio

| 1900 | 1910 | 1920 | 1930 | 1940 | 1950 | 1960 | 1970 | 1981 | 1991 | 2018 | 2023 |
| 3669 | 3823 | 4410 | 4500 | 1135 | 1142 | 1041 | 638  | 417  | 329  | 154  | 147  |

## Administración y política
La alcaldía de Respenda es ostentada desde 2019 por Alfonso Crespo, del PSOE.

### Infraestructuras

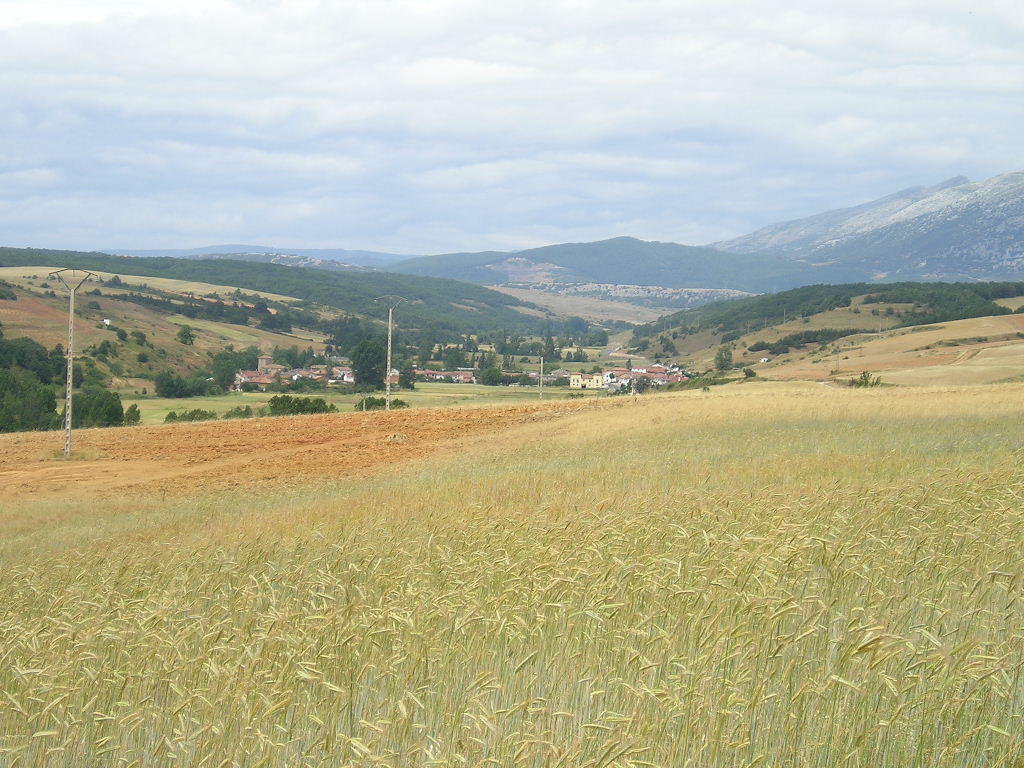
Respenda de la Peña.

Cuenta con infraestructura hotelera, una casa rural y un bar. No hay instalaciones recreativas, ni educativas y las sanitarias quedan reducidas a un pequeño consultorio en cada pueblo.
La economía se basa en la agricultura cerealista (cebada, centeno, trigo), acompañada de huertos y huertas.

## Patrimonio
Desde un punto de vista artístico se puede destacar las sencillas portadas de transición del románico al gótico de Santana (que guarda en su interior un interesante cordobán) y de Baños de la Peña. También es interesante la fachada de la iglesia de Fontecha.

## Cultura

### Festividades
Cada población celebra su fiesta destacando las de Respenda a finales de agosto, la de San Miguel en Riosmenudos, la de Santiago en Fontecha, en Baños la torreznada, y la de San Saturnino en Santana, aunque es en esta pequeña población cuando se celebra la fiesta más multitudinaria de la zona en torno al 10-13 de agosto.